# Maniac (canción de Conan Gray)
«Maniac» es una canción interpretada por el cantautor estadounidense Conan Gray, lanzada por Republic Records como el tercer sencillo oficial de su álbum debut Kid Krow (2020) el 24 de octubre de 2019. Fue escrita por Gray y Dan Nigro, quien también produjo la canción. La canción fue uno de sus primeros éxitos internacionales y logró posicionarse en listas de todo el mundo además de certificaciones en varios países.

## Composición
Gray para MTV contó que escribió "Maniac" en la ducha después de recibir un mensaje de texto sollozante de un ex amante a la medianoche. Supuestamente, el ex había estado difundiendo rumores sobre cómo Gray era "un fenómeno que no los dejaba en paz", continúa, "cuando en realidad, ellos eran los fenómenos". Se refirió a la canción como "una canción catártica posterior a la ruptura dedicada a los ex psicóticos". ex que lo deja a la vez divertido y herido".

## Video musical
El video musical de Maniac fue dirigido por BRUME, y contó con la actuación de la inglesa Jessica Barden, en este Gray y Barden trabajan en el turno de noche de un cine la noche antes de Halloween, cuando tratan de defenderse de su psicótico ex que resucitó de entre los muertos. Roth dijo que el video musical "cinematográfico" rinde homenaje a los clásicos de terror como Dawn of the Dead (1978) y Zombieland (2009). Este video fue estrenado el 25 de octubre de 2019 en YouTube, con cercanía a la celebración de Halloween en Estados Unidos y, hasta al momento, ha logrado más de 80 millones de vistas desde su estreno.

## Certificaciones
| Región                     | Certificación | Unidades vendidas |
| -------------------------- | ------------- | ----------------- |
| Australia (ARIA)           | Platino       | 70 000            |
| Brasil (Pro-Música Brasil) | Oro           | 20 000            |
| Canadá (Music Canada)      | Platino       | 80 000            |
| Estados Unidos (RIAA)      | Platino       | 1 000 000         |
| Polonia (ZPAV)             | Platino       | 50 000            |
| Portugal (AFP)             | Oro           | 5000              |
| Reino Unido (BPI)          | Plata         | 200 000           |